# Ентони Гиденс
Ентони Гиденс (енгл. Anthony Giddens; рођен 18. јануара 1938.) британски је социолог познат по својој Теорији структурализма и холистичким погледима на модерно друштво. Сматран је за једног од најпроминентнијих модерних социолога, аутор је најмање 34 књиге, објављене на најмање 29 језика, издајући у просеку више од једне књиге годишње. У 2007, Гиденс је проглашен за петог најцитиранијег аутора књига хуманистичке природе.
Можемо препознати три значајна раздобља у његовом академском животу. Први подразумева давање у главним цртама нову визију социологије, представљајући теоретско и методолошко разумевање поља, основано на критичкој реинтерпретацији класичног схватања. Његова највећа дела у том периоду су „Капитализам и модерна социолошка теорија“ (1971) и „Класна структура напредних друштава“ (1973). У другом периоду Гиденс је развио Теорију структурализма, анализу социолошке структуре и агенције, у којој ни једна ни друга немају примат. Његова дела у то време, као што су „Нова правила социолошког метода“ (1976), „Централни проблеми у социјалној теорији“ (1979) и „Конституција друштва“ (1984), донела су му интернационалну славу у „социолошкој арени“.
Последње поглавље се тиче модернизма, глобализације и политике, посебно утицаја модернизма на друштвени и лични живот. Ово раздобље се одражава његовом критиком постмодернизма и дискусијом новог „утопијског реализма“ Трећег пута у политици, видљивог у „Последицама модернизма“ (1990), „Модернизам и самоидентитет“ (1991), „Трансформација интимности“ (1992), „Изван левог и десног“ (1994) и „Трећи пут: Обнова социјалне демократије“ (1998). Гиденсова амбиција је да „прекује“ социјалну теорију и да поново испита наше разумевање развоја и путање модернизма.
Гиденс је био директор Лондонске школе економије 1997-2003, где је тренутно почасни професор на Одељењу за социологију.

## Биографија
Гиденс је рођен и одгајан у Едмонтону, у Лондону, одраставши у породици сиромашне средње класе, као син службеника Лондонског транспорта; ишао је у Минченденску школу. Био је први члан своје породице који је отишао на универзитет. Гиденс је дипломирао (заједно на социологији и психологији) на Универзитету у Халу 1959. године, а магистрирао на Лондонској школи економије. Затим је докторирао на Краљевом колеџу на Универзитету у Кембриџу. Почео је да предаје социјалну психологију на Универзитету у Лестеру 1961. Тамо је — бивајући сматран за човека који развија британску социологију — упознао Норберта Елијаса и почео да ради на сопственој теорији. Додељена му је функција на Универзитету у Кембриџу 1969., где је касније помогао у креирању Комитета за друштвене и политичке науке (Social and Political Sciences Committee (SPS, сада HSPS)), као подједницу Економског факултета.
Гиденс је много година радио на Кембриџу као предавач на Краљевом колеџу и 1987. је био унапређен на место редовног професора. Он је суоснивач издавачке куће „Полити“(1985). Од 1993. до 2003. био је директор Лондонске школе економије и члан Савета Института за истраживање јавних полиса. Такође, био је саветник Тонија Блера; Блерова водећа политичка идеја, Трећи пут, је била Гиденсов политички приступ. Био је истакнут учесник у британским политичким дебатама, подржавајући централну левицу Лабуристичку партију преко појављивања у медијима и чланцима у новинама (који су махом објављивани у „Новом државнику“). У јуну 2004. добио је титулу доживотног племића и као Барон Гиденс од Саутгејта у лондонској општини Енфилд и седи у Дому лордова заступајући Лабуристе. Власник је и 15 почасних диплома са разних универзитета.

## Рад

### Преглед
Гиденс, аутор преко 34 књиге и 200 чланака, есеја и осврта, је писао и допринео најзначајнијим напретцима у сфери друштвених наука, изузев начина истраживања и метода. Написао је коментаре на водеће школе мишљења и фигуре и користио више социолошких парадигми и у микросоциологији и у макросоциологији. Његова дела су у распону од апстракта, метатеоретских проблема до веома директних и рационалних уџбеника за студенте. Коначно, такође је познат по свом интердисциплинарном приступу: коментарисао је не само развој у социологији, већ и у антропологији, археологији, психологији, филозофији, историји, лингвистици, економији, друштвеном и раду и најскорије, политичким наукама. Погледом на његово знање и радове, може се уочити да је његов рад основан на облику „велике синтезе“ социолошке теорије.

### Природа социологије
Пре 1976., већина Гиденсових радова је нудила критички коментар на мноштво писаца, школа мишљења и традиција. Гиденс је заузео став против тада доминантног структурног функционализма (репрезентованог од стране Талкота Парсонса, представника Макса Вебера), као и критика еволуционизма и историјског материјализма. У „Капитализму и модерној социолошкој теорији“ (1971), истражио је рад Вебера, Емила Диркема и Карла Маркса, говорећи да упркос њиховим другачијим приступима, свако од њих се бавио везом између Капитализма и друштвеног живота. Изразио је социјалне конструкције моћи, модернизма и институција, дефинишући социологију као: 
| „ | „студију друштвених институција донесену у постојање индустријском трансформацијом у претходна два или три века.“ | ” |

У „Новим правилима социолошког метода“ (1976) (наслов који алудира на Диркемова „Правила социолошког метода“ из 1895.), Гиденс је покушао да објасни - како треба да се приступа социологији - и бавио се дуговечном поделом између теоретичара који дају примат студијама друштвеног живота на макро нивоу - сагледавајући „велику слику“ друштва - и оних који истичу микросоциологију - оно што свакодневни живот значи појединцима. У „Новим правилима...“ помиње функционалистички приступ, измишљен од стране Диркема, који третира друштво као реалност за себе, не значења схватана од појединаца. Гиденс је прибележио: 
| „ | „Друштво једино има облик, и та форма само има ефекте на људе, уколико је као структура произведена и поново створена у томе шта људи раде“. | ” |

Супротставио се Диркему Веберовим приступом - интерпретативном социологијом - концентрисан на разумевање људског деловања и мотиве појединца. Гиденс је ближи Веберу него Диркему, али у својој анализи он одбија оба приступа, наводећи да док друштво није колективно свесно, ни индивидуалац не треба да буде третиран као централна фигура анализе.
Радије користи логику херменеутичке традиције (из интерпретативне социологије) да би се борио за значај делатности у социолошкој теорији, тврдећи да је човек својим друштвеним чиновима увек у извесној мери образован о томе шта ради. Друштвени поредак је због тога резултат неке претходно планиране социјалне акције, не аутоматског еволутивног одговора. Социолози за разлику од „природњака“, морају да интерпретирају друштвени свет који је већ протумачен од чинитеља који га настањују. По Гиденсу постоји „дуализам структуре“ по којем је друштвена пракса, које је основна јединица истраживања има и структурну и посредну компоненту. Структурно окружење се суздржава од индивидуалног понашања, али га такође чини могућим. Записао је и да постојање у посебној форми у друштвеном циклусу: кад се једном социолошки концепти формирају, они се инфилтрирају назад у свакодневни свет и мењају начин како људи размишљају. Зато што су друштвени чинитељи рефлексивни и посматрају непрекидан ток активности и структурних услова, они прилагођавају своје акције сопственим разумевањима која евоулирају. Као исход, социјално научно знање друштва ће заправо променити људске активности. Гиденс ову интерпретативну и дијалектичку везу на два нивоа између социјалног научног знања и људске праксе назива „двоструком херменеутиком“.
Гиденс такође апострофира значај моћи, која је једина сврха, и због тога је директно умешана у акције сваке особе. Моћ, трансформациони капацитет људи да промене друштвени и материјални свет, је блиско обликована знањем и простор-временом.
У „Новим правилима...“ је посебно истакао да:
- Социологија се не бави већ „датим“ универзумом објеката, космос је садржан - или произведен - активним радњама субјеката.
- Продукција и репродукција друштва према томе мора бити третирана као вешт наступ од стране својих чланова
- Област људског деловања је ограничена. Појединци производе друштво, али они то чине као историјски лоцирани чинитељи, а не под условима сопственог избора.
- Структуре морају бити концептуализоване не само као суздржавања од људског деловања, већ као и они који омогућавају.
- Процеси структурализма укључују узајамно дејство значења, норми и моћи.
- Потпуна концентрација у форми живота је неопходна и једино означава на који начин је посматрач способан да генерише такве карактеризације.
- Социолошки концепти се према томе повинују двострукој херменеутици.
- На крају, основни задаци социолошких анализа су следећи: (1) Херменеутичко објашњење и посредовање дивергентних облика живота у склопу описног метајезика друшвене науке; (2) Објашњење продукције и репродукције друштва као оствареног резултата људског деловања.

### Структурализам
Гиденсова Теорија структурализма открива питање да ли је индивидуалац или друштвена сила оно што обликује нашу друштвену стварност. Он избегава екстремне ставове, полемишући да иако људи нису потпуно слободни да изаберу сопствена деловања, и њихово знање је ограничено, они поред тога јесу средство које репродукује социјалну структуру и води ка друштвеној промени. Његове идеје су наишле на ехо у филозофији модернистичког песника Валаса Стивенса који сугерише да живимо у тенизији између облика које заузимамо док свет делује на нас, и идеје поретка које наша машта намеће о њему. Гиденс пише да је веза између структуре и деловања фундаментални елемент друштвене теорије, структура и деловање су дуалитет који не могу да се замисле раздвојено и његов главни аргумент је садржан у изразу: „дуалитет структуре“. На основном нивоу, ово значи да људи чине друштво, али су истовремено ограничени од њега. Деловање и структура се не могу анализирати одвојено, од кад су структуре настале, остајале исте или мењале кроз деловање, док су акције добиле значајан облик само кроз позадину структуре: линија узрочности иде у оба смера и немогуће је одредити шта шта мења. Гиденсове речи о томе (Из „Нових правила...“) :
| „ | „Друштвене структуре су састављене како од људског деловања, тако и од медијума овог састава.“ | ” |

На овај начин он дефинише структуре као скуп правила и извора који укључује људско деловање: правила ограничавају деловања, извори их чине могућим. Он такође прави разлику између система и структура. Системи приказују структурне особине али не саме структуре. Бележи у свом чланку „Функционализам: после борбе“ (1976):
| „ | „Да би истражили структуру друштвеног система морамо да испитамо начине при чему тај систем, кроз примену генеративних правила и извора је произведен и репродукован у социјалној интеракцији.“ | ” |

Овај процес у којем структуре (ре)продукују системе се назива структурализам. Системи овде за Гиденса представљају „постављене активности људског деловања“ („Састав друштва“) и „образац друштвених односа преко“простора-времена. Структуре су онда „... сетови правила и извора на које се индивидуални чиниоци односе у пракси која репродукује друштвене системе“ („Политика, Социологија и Друштвене теорије“) и „системи генеративних правила и сетови, обухаћени у артикулацији друштвених система“ („Састав друштва“), постојећи виртуелно „ван времена и простора“ („Нова правила...“). Структурализам дакле значи да односе који узимају облик у структури, могу постојати „ван времена и простора“: другим речима, независно од контекста у којем су настали. Пример је однос између професора и ученика: када се сретну у другачијем контексту, рецимо на улици, хијерархија између њих је и даље очувана.
Структура може деловати као ограничење акције, али такође омогућава акцију пружајући заједничке оквире мишљења. Узмимо у обзир пример језика: структура језика је репрезентована правилима синтаксом која искључује одређене комбинације речи. Али структура такође обезбеђује правила која дозвољавају нове акције које могу да се десе, омогућавајући нам да креирамо нове значајне реченице. Структуре не треба да буду замишљене као „једноставно ставити ограничења на људско деловање, већ као могућности“ („Нова правила...“). Гиденс сугерише да структуре (традиције, институције, морални кодови и остала очекивања - утврђени начини како се раде ствари) су генерално прилично стабилне, али могу бити промењене, посебно кроз ненамерне последице деловања, када људи почну да их игноришу, мењају или репродукују другачије.
Према томе, чиниоци употребљавају друштвена правила одговарајућа сопственој култури, она која су научили кроз социјализацију и искуство. Ова правила заједно са изворима на њиховом располагању искоришћена у социјалним интеракцијама. Правила и извори употребљени на овај начин нису детерминистичка, али су примења рефлексивно од стране образованих чинилаца, иако та свест чиниоца можда јесте лимитирана на специфичности њихових активности у било ком датом времену. Стога, резултат делања није тотално предвидљив.

### Везе између микро и макро
Структурализам је врло користан у синтези микросоциолошких и макросоциолошких питања. На микроскали, једно од унутрашњих схватања себе и идентитета појединца, узмимо у обзир пример породице: све слободније бирамо партнере и како се односити према њима, како креирати многе прилике али такође више радити, кад веза постане рефлексивни пројекат који мора бити интерпретиран и очуван. Ипак овај промена на микронивоу се не може објаснити само гледањем на индивидуални ниво кад људи не мењају своје мишљење о начину живота спонтано; нити можемо да претпоставимо да су били усмерене да тако раде од стране друштвених институција и државе.
На макро скали, једна од држава и друштвених организација као мултинационалне капиталистичке корпорације, узмимо за пример глобализацију, која нуди огромне нове прилике за инвестиције и развој, али кризе као Азијска финансијска криза могу погодити читав свет, ширећи се далеко изван локалог окружења у којој се првобитно развила, и последње, али не мање важно, директно утиче на индивидуалце. Озбиљно објашњење оваквих проблема мора лежати негде у мрежи макро и микросила. Ови нивои не треба да буду третирани као неповезани; заправо имају значајне међусобне везе.
Илуструјући овај однос, Гиденс дискутује промењене ставове о браку у развијеним земљама. Он тврди да било који покушај да објасни овај феномен једино у терминима микро или макронивоа узрокује вољни резултат у кружном узроку и последици. Друштвене везе и видљива сексуалност (промена на микронивоу) се односе на порицање религије и пораст рационализма (промена на макро нивоу), али такође са променама у законима у вези са браком и сексуалношћу (макро), променама узрокованим различитим праксама и мењајућих ставова на нивоу свакодневних живота (микро). Праксе и ставови са друге стране могу бити погођени друштвеним покретима (на пример, либерални феминизам и егалитаријанизам, феномени макро скале; али покрети обично надрастају свакодневне животне неправичности - феномен микроскале.
Све ово је све више повезано са масовним медијима, једним од највећих снабдевача информација. Медији не рефлектују пуко друштвени свет, али такође га активно обликују, имајући централну улогу у модерној рефлексивности. Давид Гонтлет пише следеће у „Медијима, полу и идентитету“:
| „ | „Значај медија у пропагирању много модерних начина живота треба да је очигледан. [...] Распон различитих начина живота или идеала стилова живота понуђени од стране медија може бити ограничен, али истовремено је углавном шири него они за које бисмо очекивали да на њих само „налетимо“ у свакодневном животу. Тако медији у модерном добу нуде могућности и славе разноликост, али такође нуде уске интерпретације одређених улога или стилова живота - зависно од тога где гледате.“ | ” |

Други пример који је Гиденс истражио је појава романтичне љубави коју Гиденс (у „Трансформацији интимности“) повезује са порастом „наративног себе“, као тип самоидентитета: „Романтична љубав је увела идеју наративног у живот појединца.“ Иако историја секса јасно показује да страст и секс нису модерни феномени, за дискурс романтичне љубави се каже да се развијао од касног 18. века. Романтицизам, европски културни покрет на макро нивоу у 18. и 19. веку је одговоран за појаву романа - релативно рану форму масовних медија. Све већа писменост и популарност романа су се уградили у мејнстрим начин живота, дајући романтичној љубави важну и препознату улогу у брачном типу везе.
Размотривши такође трансформацију интимности, Гиденс тврди да интимне друштвене везе су постале демократичне, тако да веза између партнера - чак и у браку - има мало шта са спољашњим законима, правилима или друштвеним очекивањима, али је базирана на унутрашњем разумевању између двоје људи - веза поверења је базирана на емоционалној комуникацији. Где такве везе престану да постоје, модерно друштво је генерално расположено за прекид везе. Тако имамо „демократију емоција у свакодневном животу“ („Незадрживи свет“, 1999).
Неминовно, Гиденс закључује да све друштвене промене потичу од мешавине сила на микро и макронивоу.

### Самоидентитет
Гиденс каже да у пост-традиционалном поретку, самоидентитет је рефлексиван. То није квалитет тренутка, већ рачун живота неке особе. Гиденс пише да (Модернизам и самоидентитет):
| „ | „Идентитет особе се не налази у понашању нити - иако је ово важно - у реакцији других, већ у капацитету да задржи одрежену наративност у кретању. Биографије индивидуе, ако је одржава редовну интеракцију са другима у свакодневом свету, не може бити потпуно фиктивна. Она мора континуално интегрисати догађаје који се дешавају у спољашњем свету, и сортирајући их у „причи“ о себи која тече.“ | ” |

Више него икада раније имамо приступ информацијама које нам дозвољавају да размишљамо о узроцима и последица наших деловања. Истовремено суочавамо се са опасностима у вези са ненамерним последицама наших акција и од нашег ослањања на знање стручњака. Ми стварамо, одржавамо и понављамо сет биографских приповести, друштвених улога и начина живота - прича о томе ко смо, и како смо дошли до тога где смо сад. Ми смо све слободнији да изаберемо шта желимо да радимо и шта желимо да будемо (иако Гиденс тврди да богатство даје приступ већем броју могућности). Али велика могућност избора може бити ослобађајући и отежавајући. Ослобађајући у смислу повећане вероватноће самоиспуњења, и отежавајући у облику повећаног емоционалног стреса и времена потребног да анализирамо доступне изборе и смањимо ризик кога смо све више свесни (то Гиденс сумира као „производну несигурност“). Док у ранијим, традиционалним друштвима бисмо имали наративну и друштвену улогу, у пост-традиционалном друштву смо натерани да креирамо улогу сами. Као што Гиденс каже у „Модернизму и самоидентитету“:
| „ | „Шта чинити? Како делати? Ко бити? То су фокусна питања за све које живе у околностима касног модернизма - и она која, на неком нивоу, сви одговарамо, или дискурсивно или кроз свакодневно друштвено понашање.“ | ” |

### Модернизам
Гиденсов скорашњи рад је осврнут на питање шта је карактеристично за друштвене институције у разним тренуцима у историји. Гиденс се слаже да има врло специфичних промена које означавају нашу тренутну еру, али се не слаже да то није „пост-модернистичка ера“, већ само „радикално модернистичка ера“ (слично концепту Зигмунта Баумана о течном модернизму), произведена продужетком истих друштвених сила које обликују претходно доба. Гиденс поред тога прави разлику између пре-модернистичких, модернистичких и касних модернистичких друштава и не спори да се важне промене десе али заузима неутралан став према тим променама, говорећи да нуди и прилике без преседана и ненадмашне опасности. Такође истиче да ми нисмо баш отишли изван модернизма. То је само равијени, детрадиционални, радикални „касни“ модернизам. Због тога феномени које су неки називали „пост-модернистичким“ су по Гиденсовом мишљењу ништа више него најекстремнији примери развијеног модернизма. Заједно са Улрихом Беком и Скотом Лешом, одобрава термин рефлексивна модернизација као прецизнији опис процеса у вези са другим модернизмом, јер се противи самом себи (својој претходној верзији) уместо да се супротставља традиционализму, угрожавајући управо институције које је креирао (као што су национална држава, политичке странке или нуклеарна породица).
Гиденс се концентрише на констраст између традиционалне (пре-модерне) културе и пост-традиционалне (модерне) културе. У традиционалним друштвима, о индивидуалним акцијама не треба обимно размишљати, јер су доступни избори већ одређени (од стране обичаја, традиција, итд.) Са друге стране, у пост-традиционалном друштву људи (чиниоци) се много мање баве преседанима постављеним од претходних генерација и имају више избора, због флексибилности права и јавног мњења. Ово међутим значи да појединачне акције сада захтевају више анализе и мишљења пре него што су учињене. Друштво је рефлексивније и свесније, нешто чиме је Гиденс фасциниран, илустровати то примерима који су у распону од државне владавине до интимних веза. Гиденс истражује нарочито три области: искуство идентитета, интимне везе и политичке институције.
Најбоље одређена тековина модернизма, по Гиденсу, је да смо неуграђени у време и простор. У пре-модернистичким друштвима, простор је био област у којој се кретало, време је било искуство које особа добија док се креће. У модерним друштвима, међутим, друштвени простор није више ограничен међама одређеним простором у којој се особа креће. Сада можемо замислити како други простори изгледају, иако никад нисмо били тамо. У овом погледу, Гиденс говори о виртуелном простору и времену. Још једна карактеристична тековина лежи у пољу знања.
У пре-модернистичким друштвима, старији су имали знање: они су били одредљиви у времену и простору. У модерним друштвима морамо се ослањати на системе експерата. Они нису присутни у времену и простору, али морамо им веровати. Чак и кад бисмо им веровали, знамо да би нешто могло да оде по злу: увек постоји ризик који морамо да преузмемо. Такође технологија коју користимо и која трансформише ограничења у средства, носи ризике. Стога, увек постоји повишено стање у модерним друштвима. Такође у овом погледу Гиденс користи слику „великог вагона“: за модернизам се каже да је велики вагон који путује кроз простор којим се не може управљати.
Човечанство покушавља да га управља, али докле год модерне институције, са свим својим несигурностима, издржавају, ми никад нећемо бити у могућности да утичемо на његов курс. Несигурношћу се међутим може управљати „поновним уграђивањем“ система стручњака у структуре на које смо навикнути.
Још једна особина је побољшана рефлексивност, и на нивоу индивидуалаца и на нивоу институција. Потоња захтева објашњење: у модерним институцијама увек постоји компонента која студира институције за себе за сврху побољшања њихове ефикасности. Ова побољшана рефлексивност је била омогућена кад је језик постао све више апстрактан прелазом из пре-модернистичких у модернистичка друштва, постајући институционализован у универзитете. Такође у овом погледу Гиденс говори о „двострукој херменеутици“: свако деловање има два тумачења. Прво је од стране самог чиниоца, а друго од истраживача који покушава да да значење радњи коју посматра. Чинилац који извршава акцију, међутим, може растумачити интерпретацију истраживача, и тако променити сопствено тумачење, или своје даље деловање.
Ово је разлог зашто позитивна наука, по Гиденсу, никад није могућа у сфери друштвених наука: сваки пут кад истраживач покуша да идентификује узорчне секвенце акције, чиниоци који мењају своје даље линије деловања. Проблем је, међутим, да супротстављени ставови у друштвеној науци резултира у незаинтересованости људи. На пример, кад се научници не слажу о ефекту стаклене баште, људи ће одустати од те арене и порицати да постоји проблем. Због тога, што се више наука шири, више је несигурности у модерном друштву. У овом погледу, великим вагоном се још теже управља.
„Док је еманципаторска политика политика животних прилика, политика живота је политика стила живота. Политика живота је она са рефлексивно покретним поретком - систем касног модернизма - која је, на индивидуалном и колективном нивоу, радикално променила постојеће параметре друштвене активности. То је политика самоактуализације у околини рефлексивног поретка, где та рефлексивност повезује биће и тело са системима са глобалним обимом... Политика живота се бави политичким питањима која теку од процеса самоактуализације у пост-традиционалним контекстима, где глобалистички утицаји дубоко упадају у рефлексивни пројекат бића, и супротно, где процеси самореализације утичу на глобалне стратегије“.— Ентони Гиденс Модернизам и самоидентитет. Биће и друштво у касном модерном добу 1991, 
У „Модерној критици историјског материјализма“, Гиденс закључује да:
1. Не постоји неопходни општи механизам друштвене промене, нити унивезални мотор историји као класни сукоб;
2. Не постоје универзални нивои или периодизација, друштвеног развоја, који су искључени интердруштвеним системима и „ивицама између простора и времена“ (Свеприсуство егзогених променљивих), као и људско деловање и инхерентна историчност друштава;
3. Друштва немају потребе друге него оне које имају индивидуалци, тако да појмови као што је адаптација се не могу прописно применити на њих;
4. Пре-капиталистичка друштва су класно подељена, али само у капитализму има класних друштава са ендемским класним сукобом, одвајање политичких и економских сфера, имовина слободно отуђива као капитал, и слободни „рад“ и радно тржиште;
5. Док је класни сукоб интегралан у капиталистичком друштву, ниједна телеологија не гарантује појаву радне класе као универзалне класе и ниједна онтологија не оправдава порицање вишеструких основа модерног друштва репрезентованих од стране капитализма, индустријализма, бирократизације, присмотре и индустријализације ратног стања
6. Социологија, као субјекат који се пре-еминентно бави модернизмом, обраћа се рефлексивној стварности.

### Трећи пут
У добу касног и рефлексивног модернизма и пост-оскудичне економије, политичка наука се трансформисала. Гиденс бележи да постоји могућност да „политика живота“ (политика самоактуализације) може постати видљивија него „еманципаторска политика“ (политика неједнакости); да нови друштвени покрети могу водити ка више друштвених промена него политичке странке; и да рефлексивни пројекат бића и промена у полу и сексуалним односима могу водити пут, преко „демократизације демократије“, до новог доба „дијалошке демократије“Јиргена Хабермаса у којима су разлике успостављене и праксе наређене кроз дискурс радије него кроз насиље или команде ауторитета.
Гиденс, ослањајући се на прошле познате теме рефлексивности и системске интеграције, која поставља људе у нове односе поверења и зависности једни од других и њихових Влада, расправља да политички концепти левице и деснице се сада растурају, као резултат много фактора, највише због одсуства јасне алтернативе капитализму и помрачења политичких прилика засноване на друштвеним класама
у корист оних заснованих на изборима стила живота.
У најскоријим радовима, Гиденс се склања од објашњавања тога какве су ствари и бави се захтевнијим покушајем заступања тога какве ствари треба да буду. У делу „Изван левице и деснице“ (1994) Гиденс критикује тржишни социјализам и конструише окосницу од шест тачака за реконституисану радикалну политику:
1. поправити покварену солидарност
2. препознати централност политике живота
3. прихватити да активно поверење имплицира генеративну политику
4. пригрлити дијалошку демократију
5. промислити о благостању
6. суочити се са насиљем

„Трећи пут“ . обезбеђује оквир у којем је „трећи пут“ - које Гиденс назива „радикалним центром“ - оправдан. Штавише, „Трећи пут“ обезбеђује широк дијапазон политичких предлога циљаних на шта Гиденс зове „прогресивни центар левице“ у британској политици. По Гиденсовом мишљењу:
| „ | „Општи циљ политике трећег пута треба да буде помоћи грађанима да пробију свој пут до великих револуција нашег времена: глобализације, трансформације у личном животу и наше везе са природом“. | ” |

Гиденс је и даље прилично оптимистичан о будућности човечанства:
| „ | „Не постоји ниједан чинилац, група нити покрет који, као што је пролетаријат Карла Маркса требало да уради, може носити наде човечанства, али има много видова политичког ангажмана који нуде добар разлог за оптимизам“.(„Изван левице и деснице“) | ” |

Гиденс одбацује могућност једне, разумљиве, свеповезујуће идеологије или политичког програма. Уместо тога, он подржава јурњаву за „малим сликама“, оним које директно утичу на њихов дом, радно место или локалну заједницу. Ово, по Гиденсу, је разлика између бесмисленог утопијанизма и корисног утопијског реализма, који он дефинише као замишљену „алтернативну будућност чије велико ширење може помоћи реализацији“(„Последице модернизма“). Кад каже
„утопијски“ мисли да је ово нешто ново и изванредно, а под „реализмом“ сматра да је корен ове идеје у постојећим друштвеним процесима и може бити посматран као њена проста екстраполација. Такву будућност има на свом центру је више социјализован, демилитаризован и глобалистички светски поредак који се брине за планету, разноврсно артикулисан са зеленим, женским и мирнодопски покретима, заједно са ширим демократским покретом.
У 1999. години, Гиденс је одржао предавање на Би-Би-Сијевим Рајтовим предавањима на тему „Незадрживи свет“, а затим је објавио књигу са тим називом. Циљ је био да упозна нестручну публику са концептом и импликацијама глобализације. Он је био први Рајтов предавач који је одржао предавања на различитим местима у свету; и први који је одговарао директно на и-мејлове који су пристизали док је говорио. Причао је у Лондону, Вашингтону, Њу Делхију и Хонгконгу и одговарао на питања локалној публици. Гиденс је добио Астуријску награду за друштвене науке у 2002. Ова награда се назива „Шпанска Нобелова награда“, али се протеже позамашно изван научне сфере. Неки од прималаца награде те године били су Вуди Ален,Тим Бернерс-Ли, проналазач веба и диригент Данијел Баренбоим.

## Спољне консултације
У своје две посете Либији 2006. и 2007., организоване од стране консултанстске Монитор групе из Бостона, Гиденс се срео са Муамером ел Гадафијем. Гиденс је одбио да коментарише финансијске компензације које је примио. Гардијан је известио у марту 2011., да је либијска Влада ангажовала Монитор групу као саветника за јавне односе. Монитор група је наводно примила 2 милиона фунти за „кампању чишћења“ која би побољшала слику Либије. У писму Абдулаху ел Сенусију, високо рангираном либијском званичнику, у јулу 2006., Монитор група извештава следеће:
Креираћемо мрежну мапу ради идентификације важних фигура ангажованих или интересованих за Либију данас... Идентификоваћемо и охрабрићемо новинаре, академске и модерне мислиоце који ће имати користи у објављивању радова и чланака о Либији... Ми смо пресрећни јер после великог броја конверзација, Лорд Гиденс је сад прихватио наш позив да посети Либију у јулу.
Гиденсова прва посета Либији резултирала је у чланцима у „Новом државнику“, „Ел Паису“ и „Ла Републици, где је полемисао да се земља драматично трансформисала. У „Новом државнику“ је написао: „Гадафијева „конверзија“ може бити вођена вољом да избегне санкције, али ја снажно осећам да је аутентична и да има много воље мотива иза ње. Сејф Гадафи је покретајућа сила иза рехабилитације и потенцијалне модернизације Либије. Гадафи сениор, међутим, је аутор ових процеса.“ Током друге посете, Монитор група је организовала панел дискусију са „три мислиоца“ - Гиденсом, Гадафијем и Бенџамином Барбером, аутором књиге „Џихад против Мек света“ - вођену од стране сера Дејвида Фроста.
Гиденс је овако коментарисао своје састанске са Гадафијем: „Углавном добијете пола сата са политичким лидером“, сећа се. „Мој разговор је трајао више од три сата. Гадафи је опуштен и видно ужива у интелектуалним конверзацијама. Допада му се термин „трећи пут“ јер његова сопствена политичка филозофија је верзија ове идеје. Он одлично опажа и има интелигентне ставове. Одлазим оживљен и охрабрен.“

## Теорија „рефлексивности“
Гиденс уводи „рефлексивност“ и у информационим друштвима прикупљање информација се сматра рутинским процесом ради веће заштите нације. Прикупљање информација је познато као концепт „индивидуације“. Индивидуалност долази као резултат индивидуације јер је људима дато више „избора о информисању“. Што више информација Влада има о особи, то више права је дато грађанима. Процес прикупљања информација помаже Влади да идентификује „државне непријатеље“, издвајајући појединце који су сумњичави да су илегално радили против државе. Напредак технологије је довео државну безбедност на потпуно нови ниво. Историјски, војска се ослањала на оружане снаге које су се бориле са претњама. Са развојем информационих и компјутерских технологија, биометријских скенера, преводилаца језика, програми у стварном времену и остали повезани интелигентни програми су идентификовали терористичке активности много лакше него у прошлости. Анализирајући обрасце алгоритама у биометријским базама података дали су Влади нове предности. Подаци о грађанима могу бити прикупљени кроз легитимисане и акредитоване компаније за проверавање. Због тога, присмотра и информационе и компјутерске технологије иду руку уз руку са прикупљањем информација. Другим речима, сакупљање информација је неопходно као „строго обезбеђење“ ради заштите нације, спречавајући нападе који се могу десити у блиској будућности.

### Живети у друштву великих прилика и великих ризика
Гиденс се енергично бавио темом глобализације последњих година. Он види раст независност светског друштва која није вођена само повећаном интеграцијом светске економије, али више од свега масивним напретцима у комуникацији. Као што је рекао, када је држао Би-Би-Сијева Рајтова предавања, тек пре краја прошлог века, интернет је био у свом раном детињству. Сада се раширио на начин који је у потпуности без преседана - повезујући људе и организације преко целог света на свакодневном нивоу, али такође залазећи дубоко у свакодневни живот. Милијарде људи имају приступ њему и број њих расте из дана у дан. Све више повезан и умрежен свет нуди много предности и бенефита. Ипак носи и нове ризике такође неки сами по себи глобалних размера. У 21. веку прилика за рад и ризик се комбинују као никад до сад. Гиденс се бави појавом на глобалном нивоу „друштва великих прилика и великих ризика“. И на нивоу прилике и на нивоу ризика ми смо на терену које људска бића до сад нису открила. Ми не знамо унапред који је баланс очекиван, јер много прилика и ризика је прилично ново - не можемо се користити пређашњом историјом да их проценимо.
Климатске промене су један од тих нових ризика. Ниједна друга цивилизације пре напретка модерног индустријализма није била у могућности да се умеша у природу ни делић онога као што ми радимо на свакодневној бази.
Неколико Гиденсових књига се односе на климатске промене од средине 90-их па надаље, али нису биле подугачко дискутоване до објављивања његовог рада „Политика климатских промена“ из 2009-е. Климатске промене, каже Гиденс, представљају фундаменталну претњу за будућност индустријске цивилизације како се шире светом. Ако је то случај, он пита, зашто земље широм света раде тако мало да се супротставе њиховом напретку? Много је разлога зашто, али главни је историјска новост људски индуковане климатске промене саме по себи. Ниједна пређашња цивилизација се није умешала у природу на нивоу ни издалека сличном оном који ми радимо на свакодневном нивоу. Немамо ни једно претходно искуство како да се носимо са таквим проблемом и посебно на тако глобалном нивоу, или са опасношћу коју представља. Те опасности због тога делују апстрактне и лоциране на некој бесконачној тачки у будућности. „Гиденсов парадокс“ се састоји из следеће теореме. Ми смо по свој прилици одложили адекватан одговор на климатске промене докле год се огромне катастрофе недвосмислено повезане са њима не догоде; али до тад по дефиницији биће прекасно. Зато нема пута назад за акумулацију гасова из стаклених башти који су водећи разлог трансформације светске климе. Неки такви гасови ће бити у атмосфери вековима.
У свом последњем раду, Гиденс се вратио на тему Европске уније, коју је био дискутовао 2007. у својој књизи „Европа у глобалном добу“ и у разним чланцима. У „Турбулентном и моћном континенту: Каква је будућност Европе?“ дискутује вероватну будућност ЕУ у буђењу светске економске кризе. Гиденс пише као посвећени про-Европејац, али прихвата да фундаменталне реформе морају бити спроведене ако ЕУ жели да избегне стагнацију или нешто горе. Долазак евра увео је економски федерализам међу земље еврозоне и тако ЕУ као целини. Неке верзији политичког федерализма се морају пратити, чак иако су у природи ограничене. Реформе морају дати квалитете неприсутне у већини историје ЕУ али неопходне за њену будућност - флексибилно лидерство које брзо делује, праћено већим демократским укључивањем грађана. У децембру 2014. Гиденс је за „Турбулентни и моћни континент“ добио награду Европске књиге, додељену од одабраног жирија који се састојао од чланова из различитих земаља.

## Одабрана литература
Гиденс је аутор више од 34 књиге и 200 чланака. Ово је избор неких од његових најзначајних дела:
- Giddens, Anthony (1971). Capitalism and Modern Social Theory. An Analysis of the writings of Marx, Durkheim and Max Weber. Cambridge: Cambridge University Press.
- Giddens, Anthony (1973). The Class Structure of the Advanced Societies. London: Hutchinson.
- Giddens, Anthony (1976). Functionalism: apres la lutte. Social Research, 43, 325-66.
- Giddens, Anthony (1976). New Rules of Sociological Method: a Positive Critique of interpretative Sociologies. London: Hutchinson. ISBN 9780091275204.
- Giddens, Anthony (1977). Studies in Social and Political Theory. London: Hutchinson. ISBN 9780091292003.
- Giddens, Anthony (1978). Durkheim. London: Fontana Modern Masters.
- Giddens, Anthony (1979). Central problems in Social Theory : Action, Structure and Contradiction in Social Analysis. London: Macmillan.
- Giddens, Anthony (1981). A Contemporary Critique of Historical Materialism. Vol. 1. Power, Property and the State. London: Macmillan.
- Giddens, Anthony (1982). Sociology: a Brief but Critical Introduction. London: Macmillan.
- Giddens, Anthony (1982). Profiles and Critiques in Social Theory. London: Macmillan.
- Giddens, Anthony & Mackenzie, Gavin, ур. (1982). Social Class and the Division of Labour. Essays in Honour of Ilya Neustadt. Cambridge: Cambridge University Press.
- Giddens, Anthony (1984). The Constitution of Society. Outline of the Theory of Structuration. Cambridge: Polity (publisher).
- Giddens, Anthony (1985). A Contemporary Critique of Historical Materialism. Vol. 2. The Nation State and Violence. Cambridge: Polity.
- Giddens, Anthony (1990). The Consequences of Modernity. Cambridge: Polity.
- Giddens, Anthony (1991). Modernity and Self-Identity. Self and Society in the Late Modern Age. Cambridge: Polity.
- Giddens, Anthony (1992). The Transformation of Intimacy: Sexuality, Love and Eroticism in Modern Societies. Cambridge: Polity.
- Beck, Ulrich & Giddens, Anthony & Lash, Scott (1994). Reflexive Modernization. Politics, Tradition and Aesthetics in the Modern Social Order. Cambridge: Polity.
- Giddens, Anthony (1994). Beyond Left and Right — the Future of Radical Politics. Cambridge: Polity.
- Giddens, Anthony (1995). Politics, Sociology and Social Theory: Encounters with Classical and Contemporary Social Thought. Cambridge: Polity.
- Giddens, Anthony (1996). In Defence of Sociology. Cambridge: Polity.
- Giddens, Anthony (1996). Durkheim on Politics and the State. Cambridge: Polity.
- Giddens, Anthony (1998). The Third Way. The Renewal of Social Democracy. Cambridge: Polity.
- Giddens, Anthony (1999). Runaway World: How Globalization is Reshaping Our Lives. London: Profile.
- Hutton, Will & Giddens, Anthony, ур. (2000). On The Edge. Living with Global Capitalism. London: Vintage.
- Giddens, Anthony (2000). The Third Way and Its Critics. Cambridge: Polity.
- Giddens, Anthony (2000). Runaway World. London: Routledge. ISBN 9780415927192.
- Giddens, Anthony, ур. (2001). The Global Third Way Debate. Cambridge: Polity.
- Giddens, Anthony (2002). Where Now for New Labour?. Cambridge: Polity (publisher). ISBN 9780745629919.
- Giddens, Anthony, ур. (2003). The Progressive Manifesto. New Ideas for the Centre-Left. Cambridge: Polity.
- Giddens, Anthony, ур. (2005). The New Egalitarianism. Cambridge: Polity.
- Giddens, Anthony (2006). Sociology (Fifth изд.). Cambridge: Polity.
- Giddens, Anthony (2007). Europe In The Global Age. Cambridge: Polity.
- Giddens, Anthony (2007). Over to You, Mr Brown - How Labour Can Win Again. Cambridge: Polity.
- Giddens, Anthony (2009). The Politics of Climate Change. Cambridge: Polity.
- Giddens, Anthony (2009). Sociology (Sixth изд.). Cambridge, Policy Network: Polity.
- Giddens, Anthony (2013). Sociology (Seventh изд.). Cambridge: Polity.
- Halpin, Professor David; Halpin, David (2002). Hope and Education: The Role of the Utopian Imagination. Taylor & Francis. стр. 63. ISBN 978-0-203-46801-2.

### Одабрани интервјуи
- Интервју са Ризом Каном са Ал Џазире Енглеска на веб-сајту  (1. мај 2007.)
- Би-Би-Сијев интервју са Гиденсом. 1999 Би-Би-Сијева Рајтова предавања, интервју са Гиденсом на тему „Незадрживог света“ и његов осврт на глобализацију.
- Друга глобализациона дебата: Разговор са Ентонијем Гиденсом (видео клип је такође доступан)
- Гиденс у разговору у емисији Би-Би-Си светског сервиса „Форум“ (аудио снимак) О климатским променама (аудио снимак)

### Видео клип
- Велика дебата: Шта је радикална политика данас?. Дискусија са Вилом Хатоном и Џонатаном Пјуом, децембар 2008-е